# Risoterapia/Tirritiridillì
Risoterapia/Tirritiridillì è un album dal vivo di Benito Urgu che raccoglie gag e canzoni registrate durante alcuni suoi spettacoli di fine anni '80. Uscito inizialmente in musicassetta, è stato ristampato su CD nel 2003 da Frorias Edizioni.

## Tracce
Tutti i brani e le gag sono di Benito Urgu.
1. Risoterapia/Tirritiridillì (Parte Prima) – 20:53
2. Risoterapia/Tirritiridillì (Parte Seconda) – 18:30

Durata totale: 39:23